# Sergejus Novikovas
Sergejus Novikovas (ur. 5 maja 1972) – litewski piłkarz występujący na pozycji obrońcy, reprezentant kraju.

## Życiorys
Przez całą seniorską karierę Novikovas występował w Žalgirisie Wilno, debiutując w pierwszym zespole w 1991 roku po promocji z zespołu rezerw. Trzykrotnie (1991, 1992, 1999) wywalczył z Žalgirisem mistrzostwo Litwy, a w sezonie 2003 zdobył puchar Litwy. Pięciokrotnie zagrał w reprezentacji kraju, debiutując 21 lutego 1996 roku w przegranym 2:4 towarzyskim meczu z Izraelem. Po zakończeniu sezonu 2004 zakończył karierę.

## Statystyki ligowe
| Sezon     | Klub           | Liga          | Mecze | Gole |
| --------- | -------------- | ------------- | ----- | ---- |
| 1991      | Žalgiris Wilno | Lietuvos lyga | 5     | 0    |
| 1991/1992 | Žalgiris Wilno | A lyga        | 7     | 0    |
| 1992/1993 | Žalgiris Wilno | A lyga        | 10    | 0    |
| 1993/1994 | Žalgiris Wilno | A lyga        | 1     | 0    |
| 1994/1995 | Žalgiris Wilno | A lyga        | 23    | 0    |
| 1995/1996 | Žalgiris Wilno | A lyga        | 17    | 0    |
| 1996/1997 | Žalgiris Wilno | A lyga        | 26    | 0    |
| 1997/1998 | Žalgiris Wilno | A lyga        | 14    | 4    |
| 1998/1999 | Žalgiris Wilno | A lyga        | 8     | 1    |
| 1999      | Žalgiris Wilno | A lyga        | 13    | 1    |
| 2000      | Žalgiris Wilno | A lyga        | 25    | 2    |
| 2001      | Žalgiris Wilno | A lyga        | 24    | 2    |
| 2002      | Žalgiris Wilno | A lyga        | 26    | 1    |
| 2003      | Žalgiris Wilno | A lyga        | 22    | 0    |
| 2004      | Žalgiris Wilno | A lyga        | 1     | 0    |